# Smits (bedrijf)
J.L.H. Smits & Co. was een fabriek voor metaalverven te Wapenveld, die de grondslag vormt voor het huidige distributiecentrum voor autolakken van AkzoNobel in dezelfde plaats.

## Geschiedenis van het Wapenveldse bedrijf tot 1945
De oorsprong van dit bedrijf ligt in een lakstokerij te Zwolle, die in 1843 werd opgestart door de gebroeders Jacobs. Omstreeks 1873 werd het bedrijf verkocht aan de firma Klinkert, Ansingh en Borneman, om in 1882 als Fa. Klinkert & Co. te worden voortgezet. In het begin van de 20e eeuw namen de zoons Klinkert de zaak over. Een van de broers begon een eigen fabriek in Wapenveld, terwijl de andere in Zwolle actief bleef. Het Zwolse bedrijf werd in 1920 een NV, maar het Wapenveldse bedrijf leidde een kwijnend bestaan en werd in 1926 door de Zwolse NV overgenomen.
Nu stond het bedrijf, met twee vestigingen, onder leiding van de broers Hendrik en Jan Klinkert. De laatste toonde openlijke nazi-sympathieën. Het gevolg hiervan was dat hij ruzie kreeg met Hendrik, en dat het Wapenveldse bedrijf uitbreidde ten behoeve van de oorlogsproductie, waarvan de leiding in handen kwam van het Duitse bedrijf Warnecke & Böhm. De Zwolse vestiging werd gesloten. Voordat de Bevrijders kwamen, werd de Wapenveldse fabriek door de nazi's leeggeroofd. Na de Bevrijding legde de Nederlandse regering beslag op de gebouwen.

## Geschiedenis van Smits
J.H.L. Smits en A. Verbeek richtten in 1879 te Amsterdam een machinefabriekje op onder de naam J.L.H. Smits & Co.. In 1880 begonnen zij een nieuw bedrijf, de Chemische Fabriek Velsen te Velsen, waar onderwaterverven voor scheepshuiden werden geproduceerd. In 1913 werd de bitumenfabriek De Bongenaar te Jutphaas overgenomen. Met dit materiaal werden scheepstanks bekleed en deknaden gedicht.
Tijdens de Tweede Wereldoorlog bleek de fabriek te Velsen op een strategische plaats te liggen en de nazi's, bang voor een invasie, bliezen de fabriek in 1944 op, daar ze in het schootsveld van de artillerie lag. De machines konden worden gered en werden opgeslagen. Het bedrijf was toen in handen van de heer Schönthaler, die echter in 1945 overleed. Zijn weduwe kocht de leegstaande fabriek te Wapenveld en liet de machines daarheen verhuizen.
Mevrouw Schönthaler leidde nu de bedrijven in Wapenveld en Jutphaas, alsmede de machinefabriek te Amsterdam, die nu een vertegenwoordiging voor technische producten was geworden. Zij trok zich terug in 1958 en legde contacten met Sikkens, die leidden tot de overname door dit bedrijf in 1960. Het had toen 200 medewerkers, waarvan 20 op het laboratorium. Het ging samenwerken met het Sikkens-onderdeel Sikkens Scheeps- en Constructieverven te Leiden, onder de naam: 'Sikkens Smits NV.

## Heden
Door verdere fusies is Smits Wapenveld een onderdeel van AkzoNobel geworden en een onderdeel van de divisie Akzo Nobel Autolakken. De locatie Wapenveld is nu een distributiecentrum voor autolakken geworden. In 2003 werd er daartoe nog een nieuw gebouw geopend.

## Externe bron
- Van der Steen, J.H., 1991, 200 jaar Sikkens. Sassenheim: Akzo Coatings